# Maja Beutler
Maja Beutler   (Berna, 8 de desembre de 1936 - 14 de desembre de 2021) va ser una escriptora suïssa.
Va treballar com a traductora i per a Stadttheater Bern i Schweizer Radio DRS, i va escriure en alemany. Beutler va morir el 15 de desembre de 2021, a l'edat de 85 anys.

## Obres
- Flissingen fehlt auf der Karte. Geschichten. Zytglogge, Gümligen 1976
- Das Blaue Gesetz, Uraufführung 1979
- Der Traum, Ballettlibretto, Uraufführung 1980
- Fuss fassen. Novel·la. Zytglogge, Gümligen 1980
- Die Wortfalle. Novel·la. Benziger, Zürich 1983
- Das Marmelspiel, Uraufführung 1985
- Das Bildnis der Doña Quichotte. Erzählungen. Nagel & Kimche, Zürich 1989
- Lady Macbeth wäscht sich die Hände nicht mehr, Uraufführung 1994
- Die Stunde, da wir fliegen lernen. Novel·la. Nagel & Kimche, Zürich 1994
- Schwarzer Schnee. Erzählungen & Das Album der Signora. Zytglogge, Oberhofen 2009

## Premis
- Buchpreis der Stadt Bern (1976/1980/1984)
- Preis der Schillerstiftung (1983)
- Welti-Preis für das Drama (1985)
- Literaturpreis der Stadt Bern (1988)